# Koeleria permollis
Koeleria permollis är en gräsart som beskrevs av Ernst Gottlieb von Steudel. Koeleria permollis ingår i släktet tofsäxingar, och familjen gräs. Inga underarter finns listade i Catalogue of Life.